# П'єтро Лонгі
 П'єтро Лонгі, справжнє ім'я П'єтро Фалька  (італ. Pietro Antonio Longhi 5 листопада 1702 — 8 травня 1785) — венеційський художник XVIII століття, представник побутового жанру та портретист. Працював в стилі рококо.

## Життєпис

### Ранні роки
Мало що відомо про ранні роки художника. Походить з родини венеційського ювеліра. Але одразу починаються розбіжності. До останнього часу незрозуміло, як правильно пишеться його прізвище. Батько в документах 18 століття йде під прізвищем Фалькетта. Син чомусь — Фалька. Незрозуміло, про що саме говорить прізвисько Лонгі, під яким художник увійшов в історію мистецтв.

### Навчання
Первісне навчання отримав в майстерні батька. Згодом той віддав сина (ймовірно, у 1718 році) в майстерню венеційського художника Антоніо Балестра (1666—1740). Балестру вважають досить толерантним вчителем, бо у нього опановували художню майстерність різні венеційські майстри, серед яких:
- Розальба Кар'єра, жінка художниця
- П'єтро Ротарі.

У Розальби Кар'єри, теж венеційки, склалися добрі стосунки з П'єтро Лонгі.
Вплив творів Балєстри (з ідеально виправленними обличчями і нечіткими м'язами фігур) на манеру Лонгі не був значним. Балєстра, представник академічної гілки італійського бароко, сприяв переведенню П'єтро Лонгі в Болонью у 1720 році. Він надав рекомендації до художника Джузеппе Марія Креспі (1665—1747). Креспі створював переважно картини на релігійну тематику та його роботи не відрізнялись багатством колориту. Побутові сцени займали в його творчості значно менше місце. Але Креспі і Лонгі порозумілися, а учень діяльно допомагав Креспі у виконанні замов. Лонгі, навпаки, матиме схильність до створення побутових картин. І саме їм присвятить свою творчість по поверненню в Венецію.

### Повернення в Венецію. Шлюб.
Приблизно у 1730 році П'єтро Лонгі повернувся в Венецію. Навчання завершено і він має право на шлюб. 28 вересня 1730 року його вінчали з дочкою будівничого Альвізе Ріцці — Катериною. Через три роки у подружжя народиться син Алессандро, що теж стане художником.

### Зрілі роки

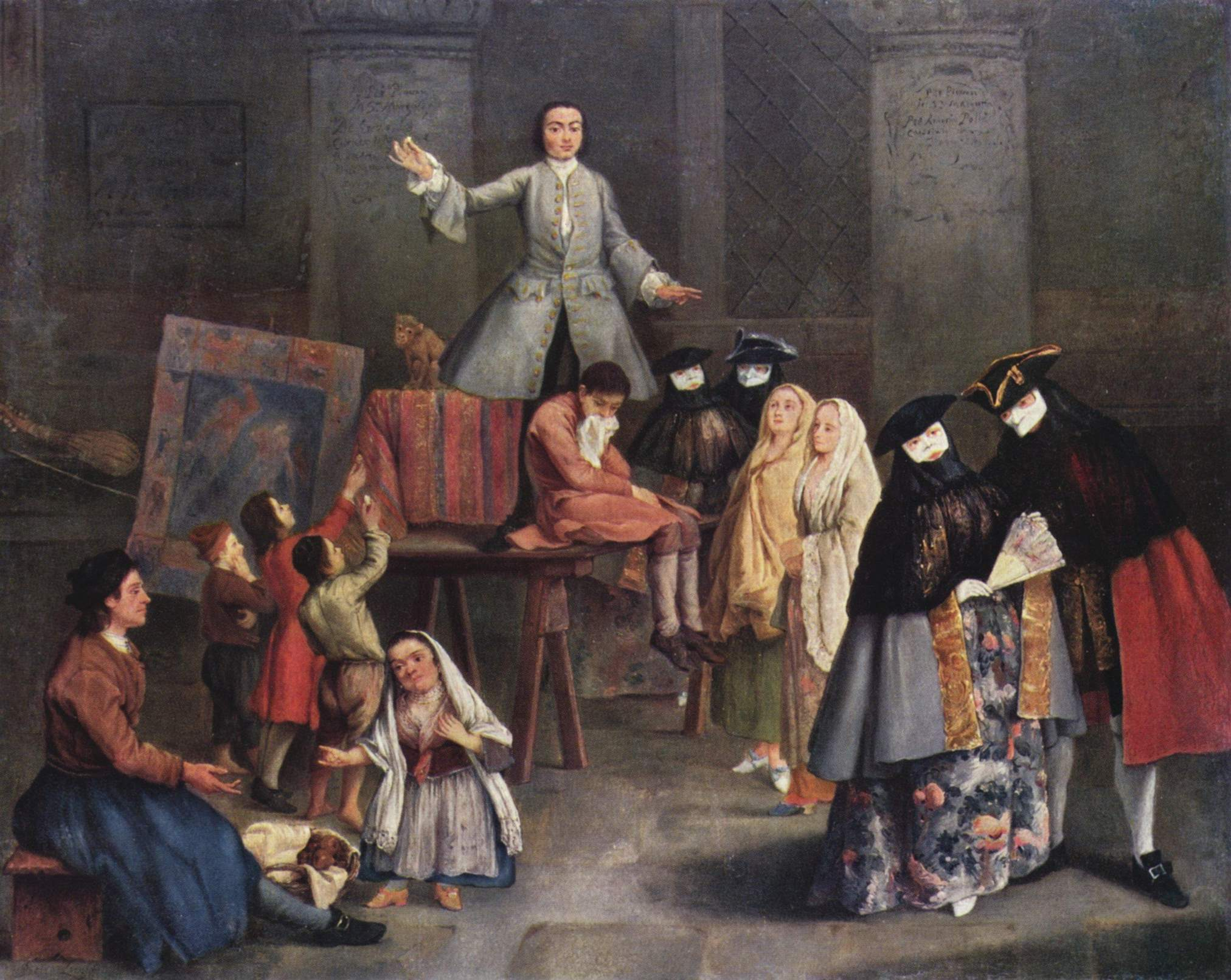
«Зубодер», 1750. Пінакотека Брера, Мілан

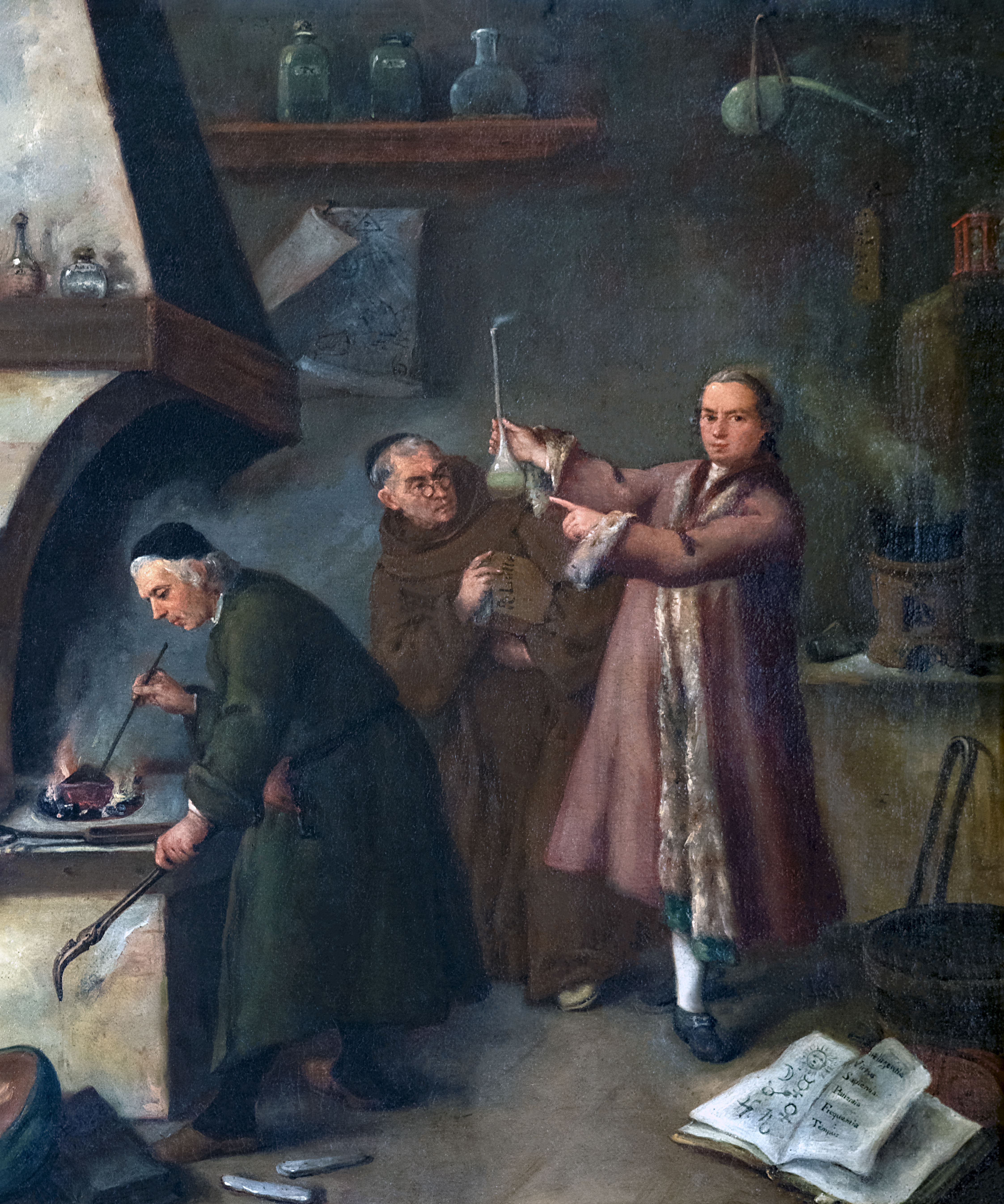
Алхімік

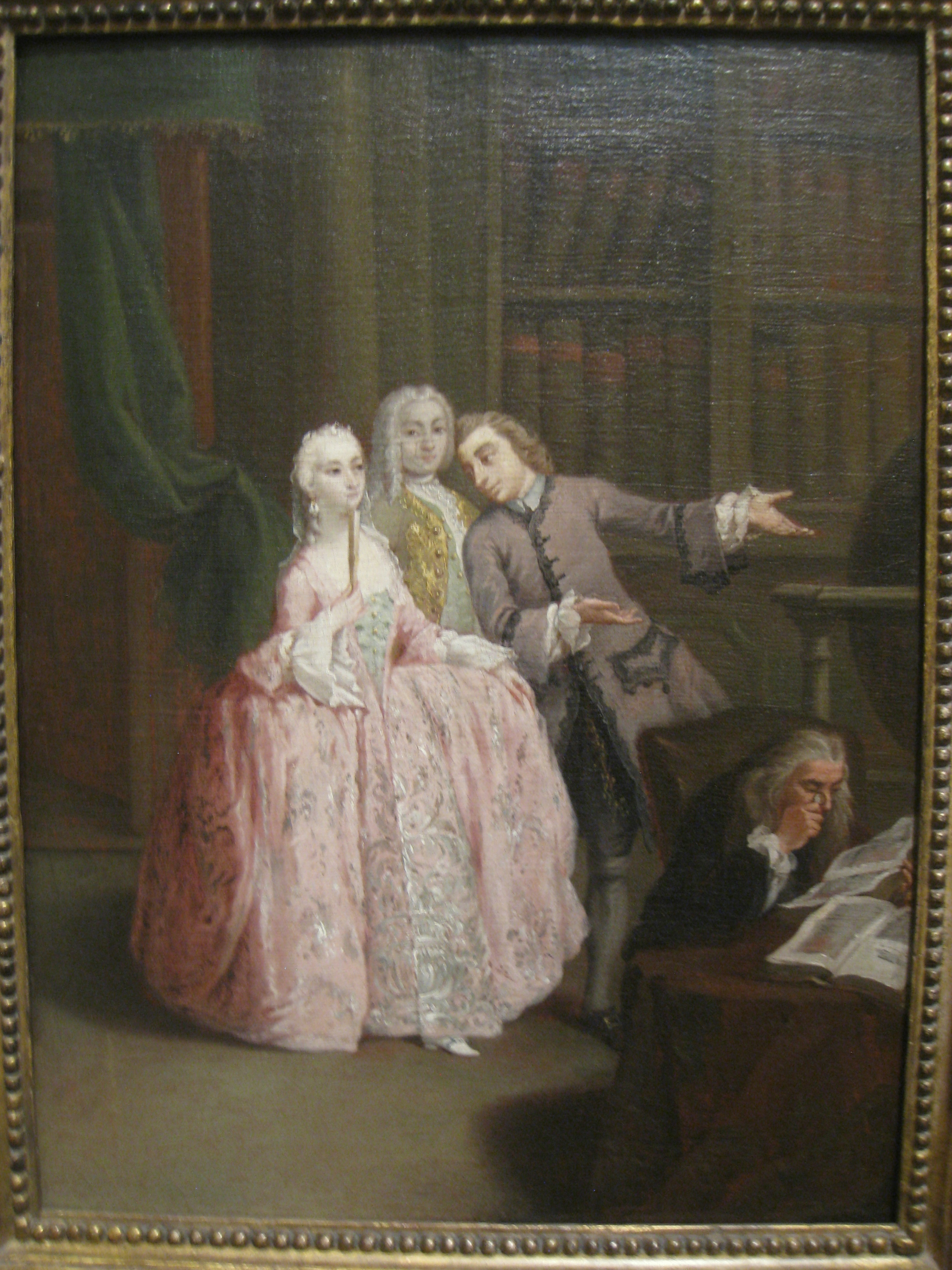
Відвідини бібліотеки

Серед перших творів по поверненню в Венецію — біблійні картини (вівтар для церкви Сан Пеллегріно, фреска в церкві собору Сагредо). Але релігійні картини мало приваблюють майстра і він переходить до створення невеликих картин побутового жанру. Серед перших творів цього напрямку — картина «Концерт». Це досить популярна і приємна тема для венеційських споживачів мистецтва, адже Вений центр Італії і всієї Європи. Серед прихильників мистецтва Лонгі — аристократ Андре Кверіні, для якого Лонгі виконає сім картин. Андре Кверіні — також меценат венеційського комедіографа Карло Гольдоні (1707—1793). Вони заприятелювали. В часи дозвілля (обидва в масках за венеційським звичаєм) блукали венеційськими вуличками, вдивляючись у блиск та морок як святкової, так і непарадної Венеції. Але П'єтро Лонгі старанно обходить гострі проблеми портової Венеції, зосередившись на зображенні подій в залах венеційських багатіїв, багатого міщанства, їх свят, їх дозвілля. Іноді пише портрети (Родинний портрет Сагредо, портрет Франческо Гварді). В картинах митця — чимало кумедних деталей. Але ніколи твори П'єтро Лонгі не досягають гостроти сатири англійця Вільяма Хогарта, ніколи не претендують на повчання, на виправлення недоліків суспільства. Гострі ідеї і напружені пошуки доби просвітництва пройшли, не зачепивши зміст картин Лонгі. Хоча зовнішні риси просвітництва зустрічаються («Урок географії для молодої пані», «Алхімік», «Відвідини бібліотеки»), але вони переведені художником в побутову площину.
Картини Лонгі добре купують, а його слава зростає. У 1737 році він стає членом товариства венеційських художників, що ознака його визнання серед колег. Покращення матеріального стану родини Лонгі дозволяє арендувати будинок у аристократа Лунардо Емо. Лонгі з родиною житиме там до власної смерті.
Популярності картин Лонгі сприяли і гравери, що переводять картини майстра в гравюри. Гравюри робили як син Алессандро, так і Бартолоцци, Піттері, гравер з Парижу — Жозеф Фліпар.
Коли аристократична родина Пізані заснувала невеличку Академію малюнка і гравюри (ми б назвали її зараз гуртком аматорів), викладачем запросили саме П'єтро Лонгі. Популярність невеличких картин Лонгі стала такою, що їх починають копіювати як помічники з майстерні майстра, так і стороні художники. Це збільшить коло прохідних, неоригінальних творів митця.
У 1762 році син Алессандро Лонгі друкує книгу «Коротке зібрання життєписів венеційських історичних художників, найвідоміших в цьому столітті». Аби збільшити вагомість видання, що мало характер не стільки документа, скільки панегірика, Алессандро додав власно створені гравюри, серед яких і портрет батька. Пишна назва видання не відповідала реальності. До кінця XVIII століття залишалося ще 38 років. І пріоритети і оцінки — ще зміняться.
Серед незвичних творів П'єтро Лонгі — «Філософ Піфагор». Картина створена по замові Венеційської Академії мистецтв. Місцевим майстрам надали термін у три місяці для створення картин, які переходили у власність Академії. Розуміючи, що побутова кртина мало престижна для збірки Академії, П'єтро Лонгі і звернувся до так званого історичного жанру та античної тематики. На великому за розмірами полотні Лонгі подав бородатого філософа, заглибленого в читання трактату. Світло вихоплювало з темряви лише постать філософа зі свічкою, комора ж потопала у сутінках. Філософ не мав нічого спільного з ніжними, ляльковими фігурами доби рококо в побутових картинах Лонгі.
П'єтро Лонгі помер в Венеції на 83 році життя.

## Вибрані твори
- вівтар для церкви Сан Пеллегріно
- фреска в церкві собору Сагредо
- «Селянка з квіткою»
- «Селянка з півнем»
- «Приватний концерт»

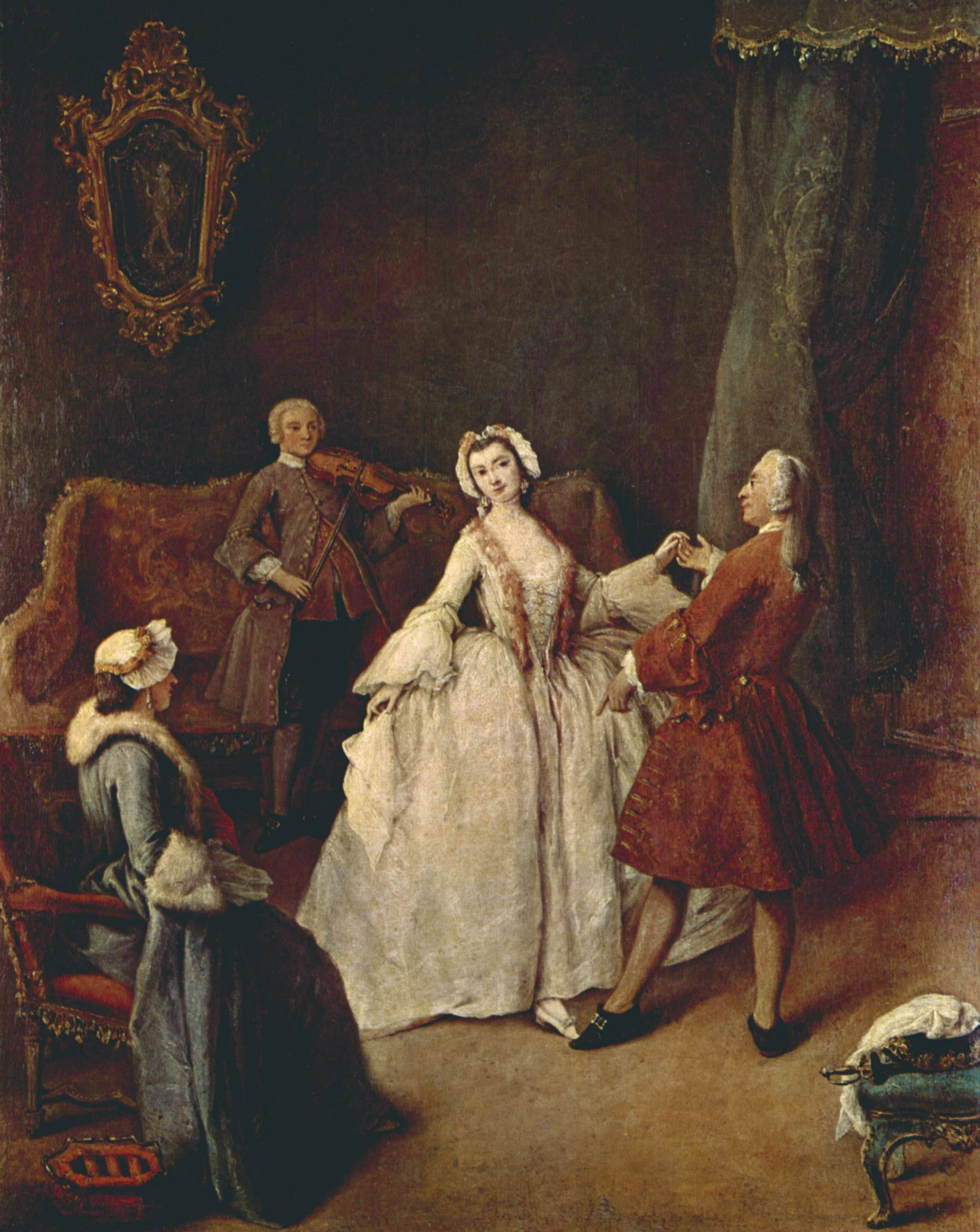
«Урок танцю», 1740—1750. Галерея Академії, Венеція

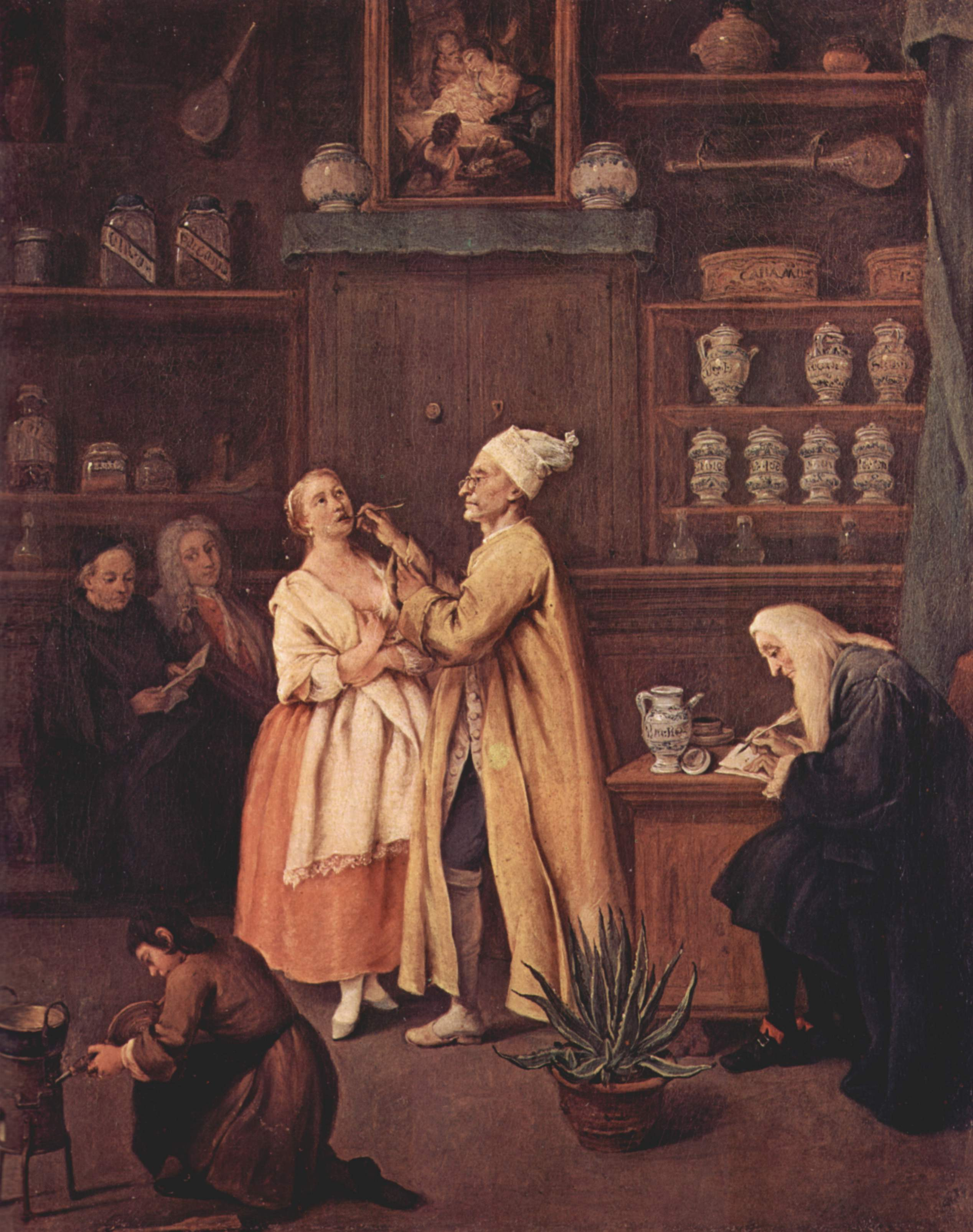
«Аптекар», 1752. Галерея Академії, Венеція

- «Церемонія цілування руки вельможної дами»
- «Нахабні молодики»
- «Носоріг в Венеції»
- «Сповідь», Уффіці, Флоренція
- «Родинний портрет Сагредо», Фонд Кверіні Стампалья, Венеція
- «Панянки жартують над сплячим», Музей Тиссена-Борнемісса, Мадрид
- «Молода дівчина — спокуса для ченця»
- «Кравець», 1742—1743. Галерея Академії, Венеція
- «Урок танцю», 1740—1750. Галерея Академії, Венеція
- «Студія художника», 1741—1746, Ка' Реццоніко, Венеція
- «Зубодер», 1750. Пінакотека Брера, Мілан
- «Аптекар», 1752. Галерея Академії, Венеція
- «Відвідини бібліотеки»
- «Перевірка рушниць перед полюванням»
- «На полюванні»
- «П'янички»
- «Урок географії для молодої пані»
- «Алхімік»
- «Шарлатан»
- «Кравчиня»
- «Молоді пралі»
- «Ранок дворянина»
- «Щаслива пара»
- «Вінчання»
- «Відвідини дами»
- «Ранковий візит»
- «Мисливець і селянки»
- «Прогіляка верхи двох дворян-підлітків»
- «Непритомність»
- «Портрет епископа Бенедетто Ганассоні»
- «Портрет художника Франческо Гварді»